# Liomiosarcoma
El liomiosarcoma (LMS) és una neoplàsia de múscul llis maligne (cancerós). Una neoplàsia benigne originada del mateix teixit s'anomena liomioma. Tot i que no es creu que els liomiosarcomes sorgeixin dels liomiomes, la classificació d'algunes variants de liomioma està evolucionant.
Al voltant d'una de cada 100.000 persones se'ls diagnostica liomiosarcoma cada any. L'LMS és un dels tipus més comuns de sarcomes de teixits tous, que representa entre el 10 i el 20% dels casos nous. (El liomiosarcoma de l'os és més rar). El sarcoma és rar, que consisteix només en l'1% dels casos de càncer en adults. Els liomiosarcomes poden ser molt impredictibles; poden romandre latents durant llargs períodes i reaparèixer després d'anys. És un càncer resistent, és a dir, generalment no respon molt a la quimioteràpia o a la radioteràpia. Els millors resultats es donen quan es poden extirpar quirúrgicament amb marges amplis i precoçment, i millor encara quan és petit i in situ.